# Al-Achdarijja
Al-Achdarijja (arab. الأخضرية; fr. Lakhdaria) – miasto na Saharze w północnej Algierii.

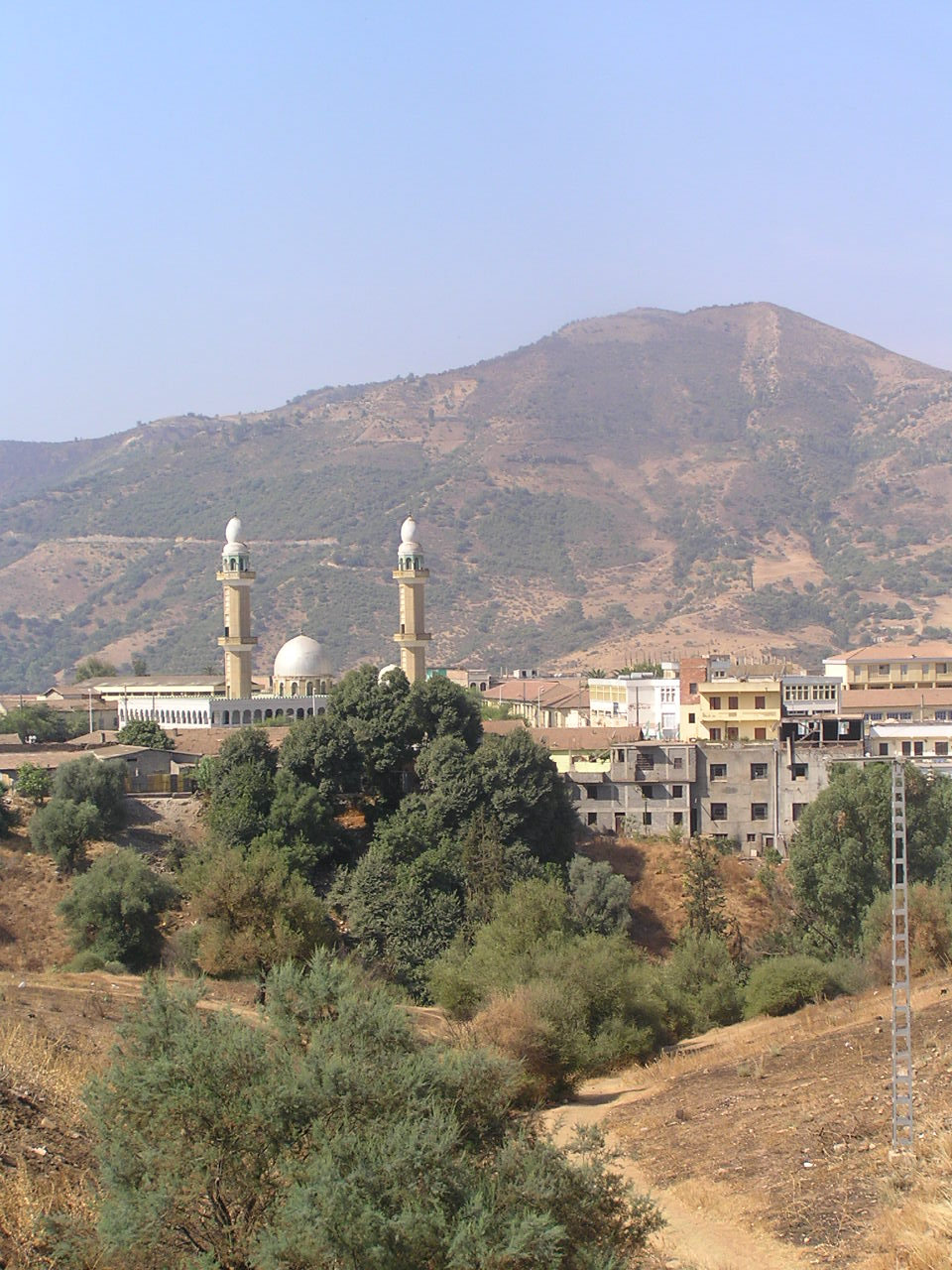
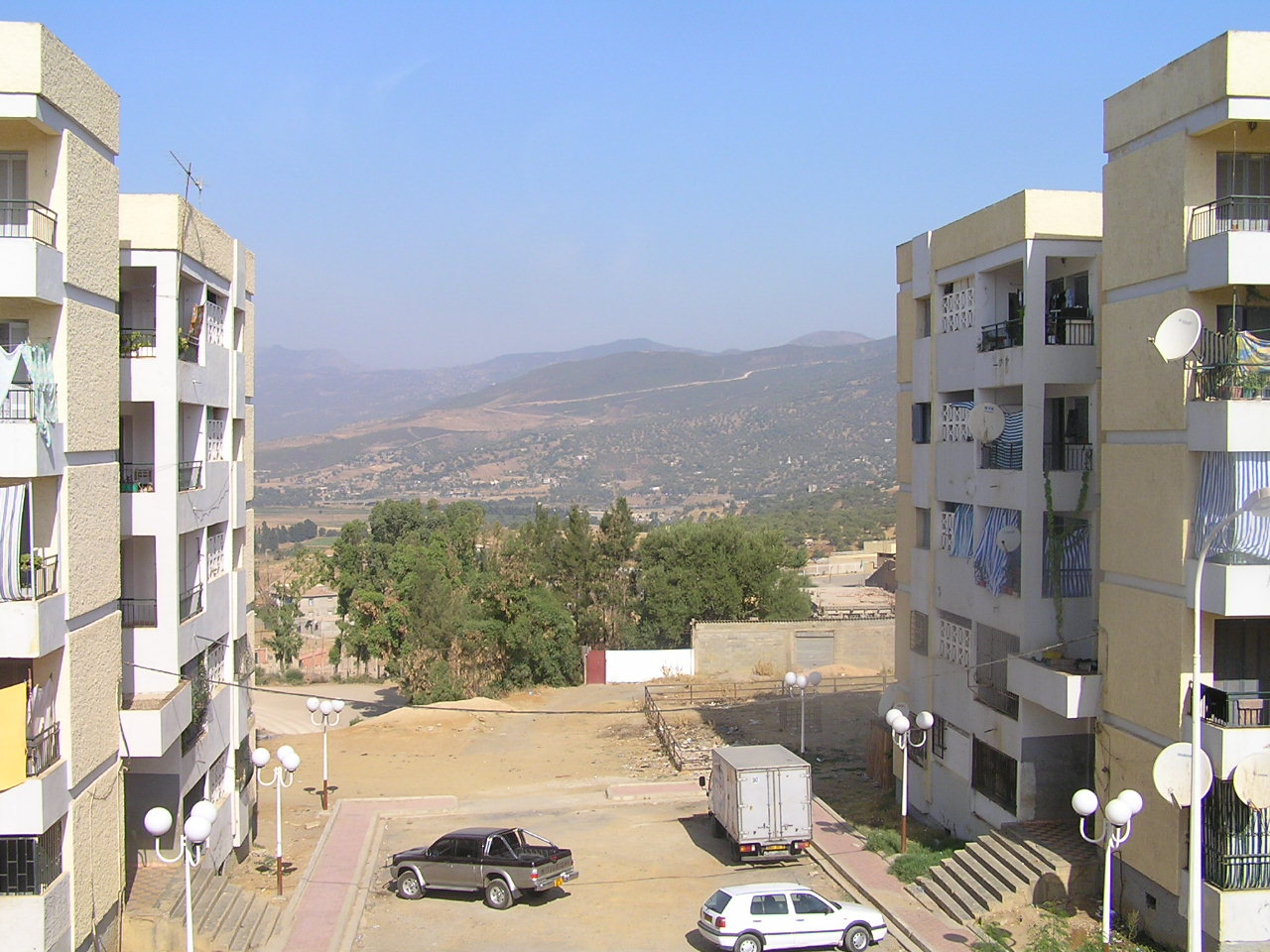